# Вильтор, Сильвен
Сильве́н Вильто́р (фр. Sylvain Wiltord; род. 10 мая 1974 года, Нёйи-сюр-Марн, Сена-Сен-Дени, Франция) — французский футболист (нападающий), известный по выступлениям за «Бордо», марсельский «Олимпик», лондонский «Арсенал» и сборную Франции.
Победитель чемпионата Европы 2000 года в Бельгии и Нидерландах. Автор гола в финале против сборной Италии, который позволил французам перевести игру в дополнительное время. Серебряный призёр чемпионата мира 2006 года в Германии.

## Клубная карьера
Вильтор начал заниматься футболом в детской команде «Жуэнвиль». В 17 лет он оказался в академии «Ренна», а уже через год стал привлекаться к матчам главной команды. Первоначально он больше выступал за дубль «красно-чёрных». Однако уже со следующего сезона Сильвен отвоевал себе место в основе команды, а его голы помогли ей вернуться в Лигу 1. Поначалу молодому форварду не хватало стабильности, но несмотря на это он неизменно оставался в основной обойме команды.
Летом 1997 года Вильтор подписал контракт с «Бордо», где быстро стал игроком стартового состава. По итогам сезона 1998/1999 «жирондинцы» выиграли чемпионат Франции, а Сильвен с 22 голами стал лучшим бомбардиром турнира, а также футболистом года во Франции. После этого внимание на него обратили более статусные клубы.
Следующим этапом в карьере Вильтора стал переход в лондонский «Арсенал». Его быстрой адаптации в новой команде способствовало то, что в его составе выступали многие соотечественники Сильвена — Патрик Виейра, Робер Пирес, Тьерри Анри, а тренировал команду француз Арсен Венгер. Из-за высокой конкуренции (помимо Вильтора на позиции центрфорварда могли выступать Анри, Деннис Бергкамп и Нванкво Кану) французу не редко приходилось выходить на позиции правого полузащитника, что несколько снизило его результативность. В сезоне 2003/2004 Вильтор стал получать гораздо меньше игрового времени и по окончании контракта покинул «Арсенал».
В 2004 году Сильвен на правах свободного агента оказался в ведущем клубе Франции «Лионе», где выступал на позиции оттянутого форварда и являлся главным организатором атакующей игры команды. Особенно удачным для него оказался сезон 2005/2006, по итогам которого он сумел отличиться 14 раз и помог команде выиграть очередной чемпионский титул (всего при Вильторе их было выиграно три).
После ухода из «Лиона» нападающего вернулся в родной «Ренн», где провёл достаточно удачный сезон и помог команде финишировать на 6-м месте в турнирной таблице. По ходу сезона 2008/2009 он перешёл в «Марсель», но выступления за этот клуб сложились неудачно: Вильтор сумел отличиться лишь один раз в 14 матчах.
30 января 2010 года Вильтор перешёл в «Мец», подписав контракт на полгода. В дебютной игре за клуб, 6 февраля с «Нимом», Вильтор забил два гола, принеся победу своей команде со счётом 3:1.
19 июля 2011 года он на правах свободного агента игрок подписал контракт с «Нантом» сроком на 1 год. Сильвен был рад переходу в стан «канареек», так как год до этого провёл без футбола. 29 июля в матче против «Седана» Вильтор дебютировал за новую команду, заменив во втором тайме Вильяма Ванкёра. 22 августа в матче против «Генгама» он забил свой первый гол за «Нант». 27 апреля 2012 года в матче против «Амьена» Сильвен сделал хет-трик. По окончании сезона Вильтор объявил о завершении карьеры.
В апреле 2016 года Сильвен через Твиттер написал, что намерен возобновить карьеру игрока, однако в итоге этого не произошло.

## Международная карьера
10 февраля 1999 года в товарищеском матче против сборной Англии Вильтор дебютировал за сборную Франции, заменив в конце второго тайма Николя Анелька. 31 марта в отборочном матче чемпионата Европы 2000 против сборной Армении он забил свой первый гол за национальную команду. Также в этой отборочной компании Сильвен отличился в поединке против сборной России.
В 2000 году Вильтор попал в заявку сборной на участие в чемпионате Европы в Бельгии и Нидерландах. На турнире он сыграл в матчах против команд Дании, Чехии, Нидерландов, Португалии и Италии. В поединке против датчан Сильвен забил свой первый гол на официальном турнире. В финале против итальянцев он забил в добавленное время, чем позволил перевести матч в дополнительное время, а затем благодаря голу Давида Трезеге французы стали чемпионами Европы.
Вильтор регулярно привлекался в сборную для участия в следующих турнирах. На чемпионате мира 2002 года и Евро-2004, сложившихся для французов неудачно, Вильтор принял участие в 6 из 7 матчей, но ничем особенным проявить себя не сумел. На чемпионате мира в Германии Вильтор принял участие во всех матчах своей команды и помог ей дойти до финала. В серии пенальти финального матча «мундиаля» против сборной Италии Сильвен бил первым и свою попытку реализовал, однако из-за промаха Давида Трезеге титул достался итальянцам. После этого Вильтор завершил международную карьеру.

## Достижения

### Клубные
«Бордо»
- Чемпион Франции: 1998/99

«Арсенал»
- Чемпион Англии (2): 2001/02, 2003/04
- Обладатель Кубка Англии (2): 2001/02, 2002/03
- Обладатель Суперкубка Англии: 2002

«Олимпик Лион»
- Чемпион Франции (3): 2004/05, 2005/06, 2006/07

Сборная Франции
- Чемпион Европы: 2000
- Обладатель Кубка конфедераций: 2001, 2003
- Серебряный призёр чемпионата мира: 2006

### Личные
- Футболист года во Франции (по версии France Football): 1999
- Игрок месяца английской Премьер-лиги: август 2002
- Лучший бомбардир чемпионата Франции: 1998/99

## Статистика выступлений
| Клуб               | Сезон             | Лига | Лига | Кубки | Кубки | Еврокубки | Еврокубки | Прочие | Прочие | Итого | Итого |
| Клуб               | Сезон             | Игры | Голы | Игры  | Голы  | Игры      | Голы      | Игры   | Голы   | Игры  | Голы  |
| ------------------ | ----------------- | ---- | ---- | ----- | ----- | --------- | --------- | ------ | ------ | ----- | ----- |
| Ренн               | 1992/93           | 2    | 0    | 0     | 0     | -         | -         | 0      | 0      | 2     | 0     |
| Ренн               | 1993/94           | 26   | 9    | 1     | 0     | -         | -         | 0      | 0      | 27    | 9     |
| Ренн               | 1994/95           | 25   | 5    | 3     | 1     | 0         | 0         | 0      | 0      | 28    | 6     |
| Ренн               | 1995/96           | 37   | 15   | 3     | 3     | 0         | 0         | 0      | 0      | 40    | 18    |
| Ренн               | 1996/97           | 35   | 3    | 5     | 0     | 0         | 0         | 0      | 0      | 40    | 3     |
| Ренн               | Итого             | 125  | 32   | 12    | 4     | 0         | 0         | 0      | 0      | 137   | 36    |
| Ренн B (фарм-клуб) | 1991/92           | 20   | 5    | -     | -     | -         | -         | 0      | 0      | 20    | 5     |
| Ренн B (фарм-клуб) | 1992/93           | 26   | 4    | -     | -     | -         | -         | 0      | 0      | 26    | 4     |
| Ренн B (фарм-клуб) | 1993/94           | 10   | 5    | -     | -     | -         | -         | 0      | 0      | 10    | 5     |
| Ренн B (фарм-клуб) | 1994/95           | 6    | 5    | -     | -     | -         | -         | 0      | 0      | 6     | 5     |
| Ренн B (фарм-клуб) | 1996/97           | 2    | 2    | -     | -     | -         | -         | 0      | 0      | 2     | 2     |
| Ренн B (фарм-клуб) | Итого             | 64   | 21   | 0     | 0     | 0         | 0         | 0      | 0      | 64    | 21    |
| Бордо              | 1997/98           | 34   | 10   | 7     | 5     | 2         | 0         | 0      | 0      | 43    | 15    |
| Бордо              | 1998/99           | 33   | 22   | 1     | 0     | 8         | 5         | 0      | 0      | 42    | 27    |
| Бордо              | 1999/00           | 32   | 13   | 6     | 0     | 12        | 4         | 1      | 0      | 51    | 17    |
| Бордо              | Итого             | 99   | 45   | 14    | 5     | 22        | 9         | 1      | 0      | 136   | 59    |
| Арсенал            | 2000/01           | 27   | 8    | 7     | 6     | 13        | 1         | 0      | 0      | 47    | 15    |
| Арсенал            | 2001/02           | 33   | 10   | 10    | 6     | 11        | 1         | 0      | 0      | 54    | 17    |
| Арсенал            | 2002/03           | 34   | 10   | 7     | 2     | 12        | 1         | 1      | 0      | 54    | 13    |
| Арсенал            | 2003/04           | 12   | 3    | 3     | 1     | 4         | 0         | 1      | 0      | 20    | 4     |
| Арсенал            | Итого             | 106  | 31   | 27    | 15    | 40        | 3         | 2      | 0      | 175   | 49    |
| Олимпик Лион       | 2004/05           | 25   | 3    | 2     | 2     | 8         | 6         | 0      | 0      | 35    | 11    |
| Олимпик Лион       | 2005/06           | 35   | 12   | 3     | 0     | 10        | 2         | 0      | 0      | 48    | 14    |
| Олимпик Лион       | 2006/07           | 22   | 5    | 3     | 2     | 6         | 0         | 0      | 0      | 31    | 7     |
| Олимпик Лион       | Итого             | 82   | 20   | 8     | 4     | 24        | 8         | 0      | 0      | 114   | 32    |
| Ренн               | 2007/08           | 25   | 6    | 3     | 1     | 4         | 0         | 0      | 0      | 32    | 7     |
| Ренн               | 2008/09           | 6    | 0    | 1     | 1     | 2         | 0         | 0      | 0      | 9     | 1     |
| Ренн               | Итого             | 31   | 6    | 4     | 2     | 6         | 0         | 0      | 0      | 41    | 8     |
| Всего за «Ренн»    | Всего за «Ренн»   | 156  | 38   | 16    | 6     | 6         | 0         | 0      | 0      | 178   | 44    |
| Ренн B (фарм-клуб) | 2007/08           | 1    | 0    | -     | -     | -         | -         | 0      | 0      | 1     | 0     |
| Ренн B (фарм-клуб) | 2008/09           | 2    | 0    | -     | -     | -         | -         | 0      | 0      | 2     | 0     |
| Ренн B (фарм-клуб) | Итого             | 3    | 0    | 0     | 0     | 0         | 0         | 0      | 0      | 3     | 0     |
| Всего за «Ренн B»  | Всего за «Ренн B» | 67   | 21   | 0     | 0     | 0         | 0         | 0      | 0      | 67    | 21    |
| Олимпик Марсель    | 2008/09           | 13   | 1    | 1     | 0     | 0         | 0         | 0      | 0      | 14    | 1     |
| Олимпик Марсель    | Итого             | 13   | 1    | 1     | 0     | 0         | 0         | 0      | 0      | 14    | 1     |
| Мец                | 2009/10           | 15   | 3    | 0     | 0     | -         | -         | 0      | 0      | 15    | 3     |
| Мец                | Итого             | 15   | 3    | 0     | 0     | 0         | 0         | 0      | 0      | 15    | 3     |
| Нант               | 2011/12           | 33   | 8    | 3     | 0     | -         | -         | 0      | 0      | 36    | 8     |
| Нант               | Итого             | 33   | 8    | 3     | 0     | 0         | 0         | 0      | 0      | 36    | 8     |
| Всего за карьеру   | Всего за карьеру  | 571  | 167  | 69    | 30    | 92        | 20        | 3      | 0      | 735   | 217   |

## Фильмография
| Год  |   | Русское название | Оригинальное название | Роль  |
| ---- | - | ---------------- | --------------------- | ----- |
| 2010 | ф | Сутенёр          | Le mac                | камео |

- В фильме «Сутенёр» режиссёра Паскаля Бурдо он сыграл себя. По сюжету главный герой пытается любыми средствами уговорить Сильвена подписать контракт с лондонским «Арсеналом».